# عملية غرف الرصاص

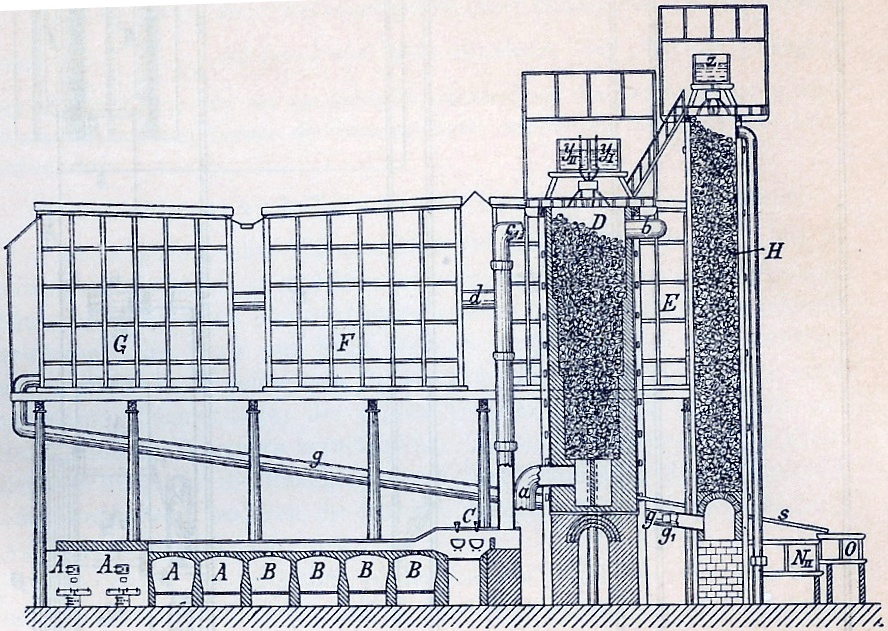
مخطط عملية غرف الرصاص

عملية غرف الرصاص هي عملية كيميائية كانت تستخدم لإنتاج حمض الكبريتيك. طورت العملية في إنكلترا أوائل الثورة الصناعية في القرن الثامن عشر، وساهم جون روبوك في تطويرها؛ ورغم ظهور عمليات أخرى مثل عملية التلامس؛ إلا أنها بقيت مستخدمة في بعض الدول حتى أوائل القرن العشرين.

## العملية
تعتمد العملية على التفاعل بين الكبريت مع حمض النتريك بوجود أكسجين الهواء حيث يحدث التفاعل التالي:
{\displaystyle \mathrm {SO_{2}+2\ HNO_{3}\longrightarrow H_{2}SO_{4}+2\ NO_{2}} }
كانت العملية تجرى في غرف وحجرات كبيرة مصنوعة من الرصاص لمقاومته الكيميائية لتلك المزائج الحمضية.